# Lello Fiore
Lello Fiore, pseudonimo di Raffaele Fiore (Foggia, 8 dicembre 1956 – Foggia, 25 settembre 2015), è stato un cantante italiano.

## Biografia e carriera
Lello nasce a Foggia e fin da bambino dimostra passione per la musica napoletana. Si iscrive alla scuola di canto del maestro Enzo di Domenico e riscuote grande successo nella musica napoletana.
Nel corso della sua carriera ha cantato il brano Chiamate Napoli 081 in coppia con il re della musica napoletana Mario Merola.
Nel 1983 e nel 1987 collabora con Giancarlo Giannini: prima nel film Mi manda Picone nel quale ha un cameo (è il macellaio), e quindi in Ternosecco dove canta la colonna sonora. Non partecipò alle riprese di questo secondo film a causa di un tour con Enzo di Domenico.
Partecipa a molte trasmissioni con Mario Merola e feste di piazza con artisti quali Gigi Finizio, Luciano Caldore, Natale Galletta e molti altri. La casa discografica per la quale incide i suoi dischi è la D.C.A Record di Nino Delli.
Dopo la morte del suo mentore Mario Merola, nel 2011 gli dedica un lavoro discografico intitolato Ricordando il grande artista cantando i brani classici di Merola. Tra il 2011 e il 2012 conduce una trasmissione su Teledauna, canale televisivo pugliese, dove si esibiscono vari cantanti napoletani.
Ha fondato una casa di registrazione e scuola di canto chiamata L.F Record, situata nei pressi di Borgo Tavernola (Foggia). 

### Morte
Muore il 25 settembre del 2015 all'età di 58 anni.

## Discografia parziale

### Album
- 2000 - Nuove espressioni
- 2001 - Nun te so figlie - (D.C.A Record)
- 2004 - Le vostre richieste - (D.C.A Record)
- 2008 - Senza maschera - (D.C.A Record)
- 2010 - Napule nun te so figlie
- 2011 - Ricordando il grande artista - (D.C.A Record)

## Filmografia

### Attore
- 1984 - Mi manda Picone, regia di Nanni Loy - Ruolo: Macellaio

### Colonne sonore
- 1987 - Ternosecco, regia di Giancarlo Giannini